# Pekel je vendarle pekel
Pekel je vendarle pekel (Trst, 1959)  je drama Josipa Tavčarja.

## Osebe
- Jurij Maček, bivši pek
- Marta, Jurijeva bivša žena
- Belizar, peklenski načelnik
- Boltizar, Belizarjev pomočnik
- Kleopatra, Patricija, prebivalki pekla

## Vsebina

### 1. del
Jurij je v bolnišnici umrl, pride v pekel in nadvse presenečen ugotovi, da so bile njegove predstave o peklu povsem drugačne. Umazano obrekovanje mu pojasni hudič Boltizar: pekel je kraj svobode, spolne, vsakršne. Vse osebje se trudi, da bi izpolnilo sleherno željo gostov. Le načelnik Belizar ga mora izprašati, a je to zgolj formalnost. Ko je to opravljeno, Belizar Juriju čestita za njegovo grešno življenje. Ker je vedno zvesto sledil hudičevskemu prišepetavanju, bo nagrajen z vilo ob morju, luksuznim avtom, jahto itn. Jurij je navdušen, saj ima občutek, da je pristal v nebesih in ne v peklu. Čez čas se v peklu znajde tudi Jurijeva žena Marta, ki po prvem začudenju nad prijaznim sprejemom kar kipi od ogorčenja in razočaranja. Grešila je, kolikor je mogla, v upanju, da bo v peklu delala pokoro, zdaj jo pa namesto ognja in muk čaka zelo udobna hišica v planinah. Belizar, ki je sprva užaljen zaradi njenih barbarskih predstav o peklu, ji svetuje naj sprejme, kar ji daje usoda in naj ima to za kazen. Vsaj na začetku, kajti večnost je dolga!

### 2. del
Jurij se zabava z dekleti in s Kleopatro, ki pa je naveličana in žalostna. Pride Marta in možu z užitkom pove, kako ga je varala, mu kradla denar, mu podtaknila otroka drugega moškega… Jurij, ki je bil prepričan, da je bila njegova žena angel, je obupan. Edino kar je bilo v njegovem življenju lepega je postalo grdo in umazano. Kleopatra mu pravi, naj se ne razburja, da je vse zaman. Človek lahko v peklu dela karkoli hoče, vendar se ne bo nič spremenilo. Želi si umreti, ali vsaj zaspati. Jurij je z Belizarjem na najvišji gori, vendar ne more uživati v razgledu. Resnica ne more tekmovati z domišljijo, ta pa ne s hrepenenjem. Tu je vse prelahko, želje se izpolnijo takoj in brez truda, zato ne prinašajo zadoščenja. Tudi na zemlji bo kmalu tako, mu odgovarja Belizar. Pove mu, da kmalu ne bo več nobene razlike med peklom in zemljo. Če pa Jurij želi trpljenje in trud, si lahko življenje organizira tudi tako.  Ima svobodno voljo in nihče ga ne sili, da mora kar naprej uživati. A Jurij ne zna drugega. Ne more ne izkoristiti vseh teh možnosti, ki se mu ponujajo. Ob pogovoru z Marto se zave, da preveliki užitki lahko zadušijo uživanje. V želji po izhodu iz te pasti, Jurij Marto ustreli, a takoj so tu hudiči, ki Marto oživijo. Tu  ni ne smrti, ne starosti, ne bolezni, vse je popolno in sterilno od obupa. Belizar Juriju s peklensko logiko dokaže, da je razvoj moral iti v to smer. Žalostno je le to, da morajo za napredek skrbeti sami hudiči, saj se nikomur drugemu ne ljubi. Jurij sklene, da bo začel hoditi v šolo, študirati, se učiti. Mora se vendar otresti tega obupnega brezdelja! Vendar se Jurij tudi tega kmalu naveliča. Na izletu na goro z Marto ugotovita, da jima življenjska sila usiha. Samo omejitve naredijo človeka srečnega, teh pa ne znamo in ne moremo več ne ljubiti, ne sovražiti. Misel, da bo tako vso večnost navda Marto s tako grozo, da se vrže v prepad – kar pa je seveda zaman. Jurij je potopljen v globoko brezbrižnost, ko ga obišče Belizar in mu pove, da se je zemeljska obla sesula in da se bo vse začelo znova drugje. Zemlja je bila samo člen neskončne verige, saj nebitja ni Tudi tisti, ki niso grešili, niso nikoli zares umrli, njihova sreča je v tem, da bodo na novi Zemlji spet lahko zaživeli resnično življenje. Jurij vroče prosi Belizarja, naj ga pošlje tja, spal bo v ledenih jamah, se boril z zvermi, trpel mraz in lakoto in vse – da bo le zares živel, kajti tako ne more več! Belizar je užaljen: to ni mogoče! Nehvaležen je kakor vsi, ki so tukaj. Jurij ostane sam in si histerično dopoveduje, da je srečen, srečen, srečen…